# Hématochézie

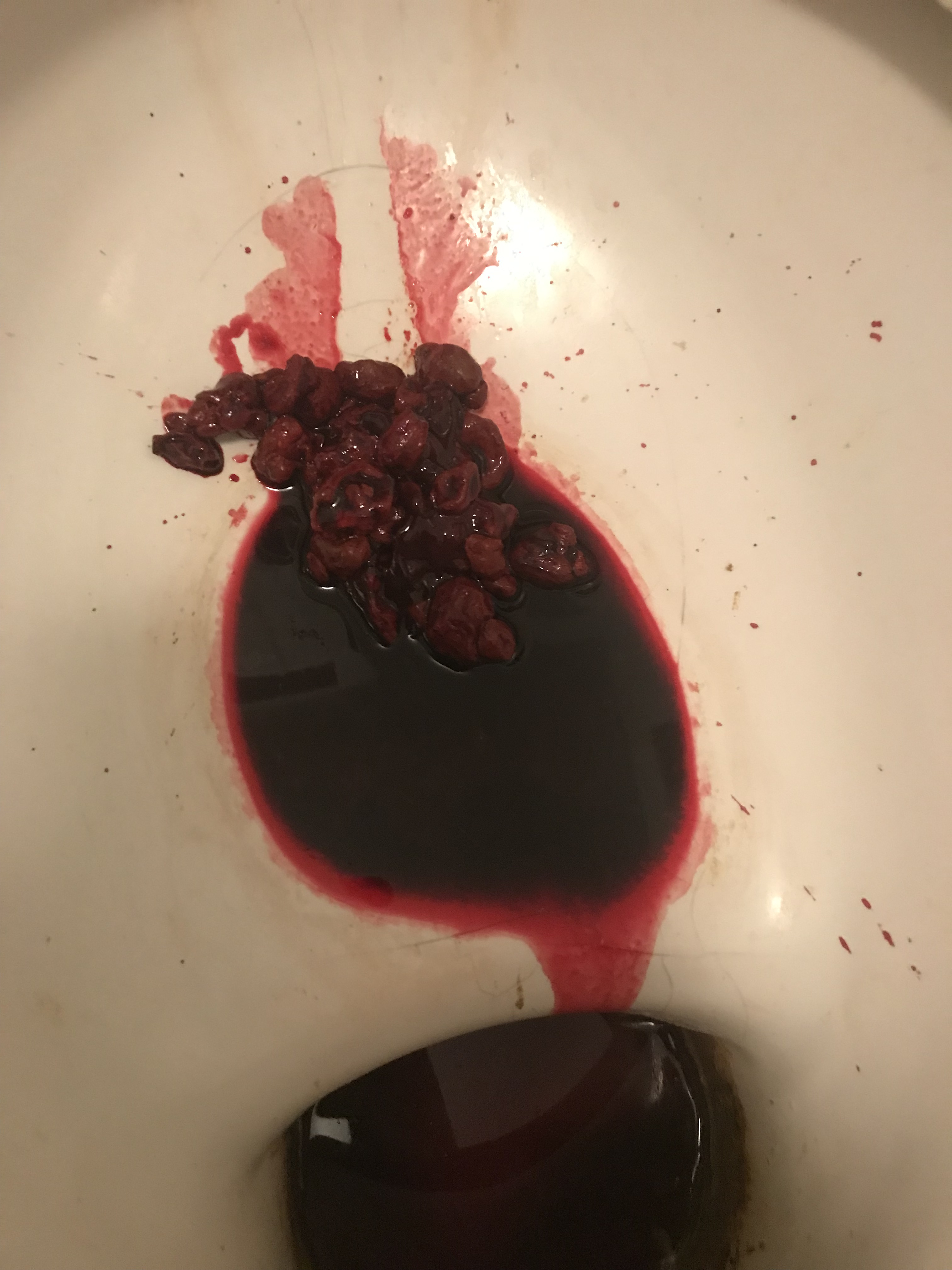
Hématochézie

Ce terme peu utilisé désigne un saignement rouge issu de l’anus, fait de sang non digéré et accompagné de selles. En pratique, on la confond souvent avec le terme rectorragie. Or une rectorragie est un saignement rougeâtre provenant du rectum et n'est pas mélangée aux selles tandis qu'une hématochézie est mélangée aux selles et n'informe pas sur le site du saignement.
Une hématochézie est l'émission, par l'anus, de sang rouge non digéré. L'hématochézie caractérise les hémorragies digestives basses, mais peut également se voir dans les hémorragies digestives hautes abondantes.
Une hémorragie digestive haute est une hémorragie qui survient en amont de l’angle duodéno-jéjunal (angle de Treitz) : œsophage, estomac et duodénum.
Une hémorragie digestive basse est une hémorragie qui survient en aval de l’angle duodéno-jéjunal : jéjunum, iléon, côlon, rectum et anus.
L'étymologie du terme se décompose en deux racines du grec ancien : αἷμα, αἵματος, Haïma, Haïmatos (sang) et χέζω, Khêzo (défécation).

## Étiologies
Les causes d'hématochézie sont multiples.
Les plus fréquentes sont les causes d'hémorragie digestive d'origine basse :
- Diverticulaire (30-40 %) : Hémorragie diverticulaire compliquant une diverticulose[2].
- Colites (30 %), principalement les Maladies Inflammatoires Chroniques Intestinales (MICI) : rectocolite hémorragique, maladie de Crohn. On retrouve également les colites ischémiques et infectieuses.

- Causes proctologiques (5-20 %) - Hémorroïdes : cause la plus fréquente mais reste un diagnostic d'élimination ; - Fissure ou traumatisme anal - Rectite radique post radiothérapie - Carcinome épidermoïde de l’anus - Lésions de grattage, ulcération rectale thermométrique
- Origine grêlique (5-10 %) : diverticule de Menckel, angiodysplasies, tumeurs
- Cancer colorectal (5 %) et tumeurs colorectale bénignes
- Lésion lors d'une opération du tube digestif

Cependant, une hémorragie digestive haute de grande abondance ou avec un transit rapide peut aussi être la cause d'hématochézie même si elles sont plus typiquement responsables d'hématémèse ou de méléna. Les deux causes principales dans cette situation sont les ulcères gastro-duodénaux et la rupture de varices œsophagiennes dans le cadre d'une hypertension portale.
Enfin, dans certains cas aucune étiologie n'est retrouvée.

## Examens
Devant une hématochézie, les examens les plus fréquemment pratiqués sont :
- le toucher rectal pour différencier une hématochézie d'un méléna ;
- l'endoscopie digestive haute si l'hématochézie est abondante. À la fois diagnostique, thérapeutique et pronostique. Nécessite une hémodynamique stable, aucun trouble de conscience ou ventilatoire (sinon intubation et ventilation) ;
- la coloscopie ;
- le lavement baryté ;
- la tomodensitométrie (TDM) et l'imagerie par résonance magnétique (IRM) avec et sans injection.

En cas d'hématochézie peu abondante, une coloscopie est réalisée après quelques jours permettant une préparation satisfaisante.
En cas d'hématochézie abondante, une fibroscopie œsogastroduodénale est réalisée pour rechercher une hémorragie digestive haute. Si elle est normale on doit discuter une artériographie digestive et une coloscopie après préparation.